# شهریار (شاعر)
سیّد محمّدحسین بهجت تبریزی (۱۱ دی ۱۲۸۵ – ۲۷ شهریور ۱۳۶۷) متخلص به شهریار، شاعر ایرانی بود که به زبان‌های فارسی و ترکی آذربایجانی شعر سروده است. شهریار در سرودن گونه‌های دگرسان شعر مانند قصیده، مثنوی، غزل، قطعه، رباعی و شعر نیمایی چیره‌دست بود. اما بیشتر از دیگر گونه‌ها در غزل شهره بود و از جمله غزل‌های معروف او می‌توان به «علی ای همای رحمت» و «خان ننه» و «حیدر بابایه سلام» «آمدی جانم به قربانت» اشاره کرد. شهریار نسبت به علی بن ابی‌طالب ارادتی ویژه داشت و همچنین شیفتگی بسیاری نسبت به حافظ و فردوسی داشته است.
او در تبریز در خانواده‌ای بستان‌آبادی از روستای خُشکِناب به دنیا آمد و بنا به وصیتش در مقبرةالشعرای تبریز به خاک سپرده شد. ۲۷ شهریور را به واسطهٔ روز درگذشت او «روز شعر و ادب ملی» نامیده‌اند. مهم‌ترین آثار شهریار به زبان ترکی منظومهٔ حیدربابایه سلام و منظومهٔ سهندیه است که از معروف‌ترین آثار ادبیات ترکی آذربایجانی به‌شمار می‌روند و شاعر در آنها از اصالت و زیبایی‌های روستای دوران کودکیش و کوه سهند یاد کرده است.
شهریار، از جمله سرایندگانی است که شعر را محلی نیک برای بیان این اندیشه‌ورزی‌های ژرف‌نگرانه و پندآموز دانسته، و بسیاری از اندرزهای اخلاقی، تربیتی را در قالب‌های گوناگون شعری (به‌ویژه در قطعات، رباعیات و دوبیتی‌ها) بازمی‌گوید. مخاطب این افکار و مفاهیم نیز نوع بشر و انسان در طول تاریخ است نه خطابی شخصی و منحصر به فرد.
لازم به توضیح است که پدرش حاج‌میرآقا بهجت‌ تبریزی نام داشت که در تبریز وکیل بود. شهریار دوران کودکی را به‌علت شیوع بیماری در شهر در روستاهای قایش‌ قورشاق و خشگناب بستان‌آباد سپری کرد.
ضمن اینکه پس از پایان دوران راهنمایی در تبریز، در سال ۱۳۰۰ برای ادامه تحصیل عازم تهران شد و در مدرسه دارالفنون تا سال ۱۳۰۳ و پس ‌از آن در رشته پزشکی ادامه تحصیل داد. حدود شش‌ماه پیش از گرفتن مدرک دکتری به‌علت نرسیدن به معشوق و ناراحتی خیال و پیش‌آمدهای دیگر ترک تحصیل کرد.
ضمناایشان پس از سفری چهارساله به خراسان برای کار در اداره ثبت‌اسناد مشهد و نیشابور به تهران بازگشت. او در سال ۱۳۱۵ در بانک کشاورزی استخدام و پس از مدتی به تبریز منتقل شد.
لازم به ذکر است که دانشگاه تبریز شهریار را یکی از پاسداران شعر و ادب میهن خواند و عنوان دکتری افتخاری را به او اعطا کرد. در مرداد ۱۳۳۲ به تبریز آمد و با یکی از بستگان خود به ‌نام «عزیزه عبدخالقی» ازدواج کرد که حاصل این ازدواج سه فرزند بود.

## زندگی

### کودکی و خانواده
شهریار با نام اصلی محمدحسین بهجت تبریزی در ۱۱ دی ۱۲۸۵ هجری خورشیدی از میرآقا بهجت خشگنابی و خانم ننه خشگنابی در محله چایکنار در شهر تبریز متولد شد. دوران کودکی را به علت شیوع بیماری در شهر به روستای اجدادی‌اش خشگناب واقع در شهرستان بستان‌آباد سفر کرد و مدتی در آنجا سپری کرد. پدرش «میرآقا بهجت خشگنابی» و به روایتی «سید اسمعیل موسوی» نام داشت که در تبریز وکیل بود.
پس از پایان سیکل در تبریز، در سال ۱۳۰۰ از تبریز رهسپار تهران شد و تحصیلش را در مدرسهٔ دارالفنون تا سال ۱۳۰۳ و پس از آن در رشتهٔ پزشکی ادامه داد.
شهریار در اوایل تحصیل پزشکی در تهران عاشق ثریا دختر عبدالله امیرطهماسبی می‌شود و چند سال با یکدیگر نامزد بودند. اما در نهایت آن دختر با چراغعلی سالار حشمت معروف به امیر اکرم ازدواج می‌کند. حدود شش ماه پیش از گرفتن مدرک دکترا، تحصیلش را به‌علت شکست عشقی و ناراحتی و خیال و پیش‌آمدهای دیگر، ترک کرد.
اولین کتاب شعر شهریار به کوشش ابوالقاسم شیوا متخلص به «شهیار» دوست صمیمی شهریار در سال ۱۳۰۸ منتشر گردید.
شهریار در جوانی در تهران با بزرگان هنر و ادب همنشینی و دوستی داشت از جمله با: ابوالحسن صبا، محمدتقی بهار، ایرج میرزا و عارف قزوینی. در سال‌های بعد نیز با نیما یوشیج، هوشنگ ابتهاج، کریم امیری فیروزکوهی و برخی دیگر از هنرمندان دوستی و رابطه داشت.
پس از سفری چهارساله به خراسان، برای کار در ادارهٔ ثبت اسناد مشهد و نیشابور، شهریار به تهران بازگشت. در سال ۱۳۱۳ که شهریار در خراسان بود، پدرش میرآقا خشگنابی درگذشت. او در سال ۱۳۱۵ در بانک کشاورزی استخدام و پس از مدتی به تبریز منتقل شد. دانشگاه تبریز شهریار را یکی از پاسداران شعر و ادب میهن خواند و عنوان دکتری افتخاری دانشکدهٔ ادبیات و علوم انسانی تبریز را نیز به وی اعطا کرد.
ضمنا شهریار به‌تمامی هنرها، به‌ویژه شعر، موسیقی و خوش‌نویسی علاقه داشت. او نسخ، نستعلیق و خط تحریری را خوب می‌نوشت و قرآن را با خط خوش کتابت می‌کرد. در جوانی، سه‌تار را به نیکویی تمام می‌نواخت؛ ولی پس از مدتی در پی تحولاتی درونی، برای همیشه آن را کنار گذاشت.
وی معتقد به تحول و تجدید حیات در شعر ادبی بود و آثار این نوگرایی در بیشتر اشعارش دیده می‌شود. او از کاربرد مضامین نو، پروایی نداشت و در این زمینه، نوآوری‌های فراوانی دارد.
ضمن اینکه شهریار در سرودن انواع گونه‌های شعر فارسی مانند قصیده، مثنوی، غزل، قطعه، رباعی و شعر نیمایی نیز تبحر داشت؛ اما بیشتر از دیگر گونه‌ها در غزل شهره بود.

### ازدواج
در سال‌های ۱۳۲۹ تا ۱۳۳۰ اثر مشهور خود، حیدربابایه سلام را می‌سراید. در تیر ۱۳۳۱ مادرش درمی‌گذرد. در مرداد ۱۳۳۲ به تبریز می‌آید و با نوهٔ عموی خود به نام عزیزه عبدِخالقی ازدواج می‌کند که حاصل این ازدواج سه فرزند، دو دختر به نام‌های شهرزاد (زادهٔ ۱۳۳۳) و مریم (زادهٔ ۱۳۳۶) و یک پسر به نام هادی (زادهٔ ۱۳۳۸) می‌شود.

### انقلاب ایران
شهریار پس از انقلاب ۱۳۵۷ شعرهایی در مدح نظام جمهوری اسلامی ایران سرود.

### درگذشت

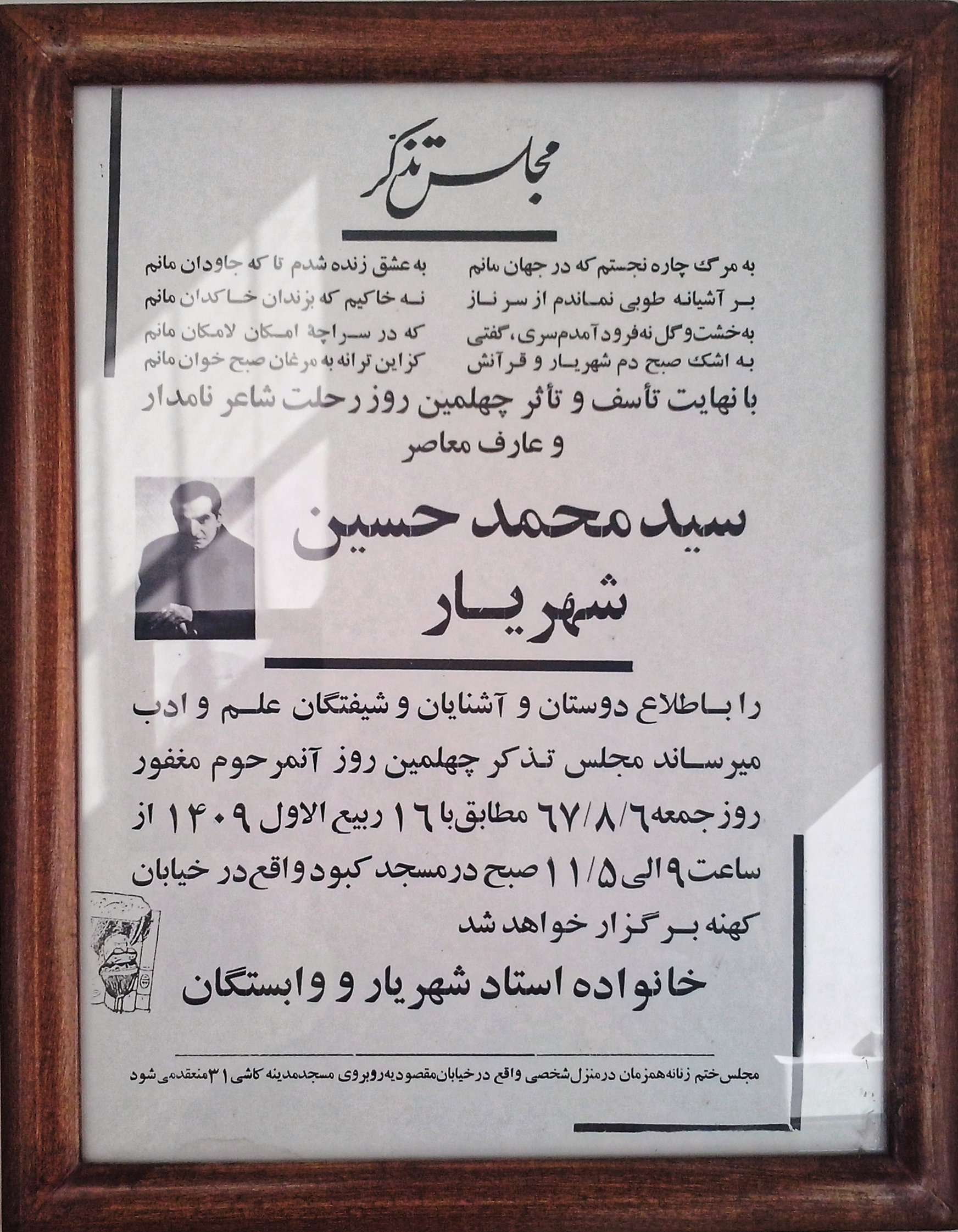
برگهٔ اعلامیهٔ مراسم چهلم شهریار

شهریار، به علت بیماری، ابتدا در بیمارستان امام خمینی تبریز و سپس در بیمارستان مهر تهران بستری شد. او در تاریخ ۲۷ شهریور ۱۳۶۷ در سن ۸۱ سالگی درگذشت و دو روز بعد، بنا به وصیت خودش، در مقبرةالشعرا در تبریز به خاک سپرده شد. بیت زیر، که از آخرین سروده‌های وی است، بر روی سنگ قبر او حک شده است:

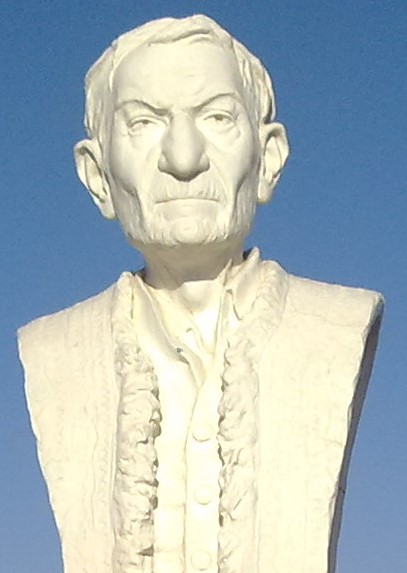
سردیس شهریار در مقبرةالشعرا در تبریز

| نقش مزار من کنید این دو سخن که شهریار |  | با غم عشق زاده و با غم عشق داده جان |

## عشق و شعر
وی اولین دفتر شعر خود را در سال ۱۳۱۰ با مقدمه ملک‌الشعرای بهار، سعید نفیسی و پژمان بختیاری منتشر کرد. بسیاری از اشعار او به فارسی و زبان ترکی آذربایجانی جزء آثار ماندگار این زبان‌هاست. منظومه حیدربابایه سلام که در سال‌های ۱۳۲۹ تا۱۳۳۰ سروده شده است، از مهم‌ترین آثار ادبی ترکی آذربایجانی شناخته می‌شود.
علاوه بر استادی در شعر، وی استاد سه تار هم بود.

## غزل علی ای همای رحمت
| علی ای همای رحمت تو چه آیتی خدا را   |  | که به ماسوا فکندی همه سایهٔ هما را   |
| دل اگر خداشناسی همه در رخ علی بین    |  | به علی شناختم من به خدا قسم خدا را  |
| ...                                  |  |                                     |
| «همه شب در این امیدم که نسیم صبحگاهی |  | به پیام آشنایی بنوازد آشنا را»      |
| ز نوای مرغ یاحق بشنو که در دل شب     |  | غم دل به دوست گفتن چه خوشست شهریارا |

برخی منابع همچون سایت فصل نو ادعا می‌کنند که شهاب‌الدین مرعشی نجفی از فقهای شیعه درست در لحظهٔ سرودن شعر «علی ای همای رحمت» توسط شهریار در خواب آن را شنیده است.
پیش از شهریار شاعرانی سروده‌هایی دربارهٔ علی بن ابی‌طالب با همانندی‌هایی در وزن، قافیه، ردیف، مضمون و فضای شعری و نزدیک به شعر شهریار داشته‌اند. در این راستا شعری شبیه به آن از حسن میرخانی (درگذشتهٔ ۱۳۶۹) متخلص به «بنده» با نام «سحاب رحمت» موجود است که با مطلع «علی ای سحاب رحمت همه مظهر خدایی/ همه خلق ماسوی را به خدای رهنمایی» و شعری نیز از مفتون همدانی معاصر شهریار با مطلع «علی ای همای وحدت تو چه مظهری خدا را/ که خدا نمود زینت به تو تخت انّما را» و شعر مشابه دیگری از میرزا آقا مصطفی افتخارالعلماء متخلص به صبا (دوره ناصری) نیم قرن پیش از شهریار در کتاب افتخارنامه حیدری با مطلع «علی ای سحاب رحمت تو چه آیت خدایی» در دست است.

## دیدگاه‌ها
ایران‌دوستیِ شهریار در سروده‌هایش، همچون «سرودهٔ تختِ جمشید» یا در «ستایشِ فردوسی»، بازتابی گسترده دارد.
شهریار که خود از آذربایجان بود و بدان بوم مهری بسیار داشت، آذربایجان‌دوستی‌اش بر پایهٔ ایران‌دوستی‌اش بود. از همین رو بود که گفت:
| ترکی ما بس عزیز است و زبانِ مادری         |  | لیک اگر ایران نگوید، لال باد از وی زبان |
| مرد آن باشد که حق گوید، چو باطل رخنه کرد |  | هم بایستد بر سرِ پیمانِ حق تا پایِ جان     |

شهریار در جایی دیگر نیز پیش از خواندن غزل «پر می‌زند مرغ دلم با یاد آذربایجان» می‌گوید: «کانون زبان پهلوی آذربایجان بوده، مرکز ایران آذربایجان بوده، دروازهٔ شرق، دروازهٔ غرب، همه، آذربایجان بوده است».
او همین سخنان را در سروده‌ای دیگر بازگفته است:
| تو همایون مهدِ زردشتی و فرزندانِ تو       |  | پورِ ایران‌اند و پاک‌آیین نژادِ آریان     |
| اختلافِ لهجه ملیت نزاید بهرِ کس           |  | ملتی با یک زبان، کمتر به یاد آرد زمان |
| گر بدین منطق تو را گفتند ایرانی نه‌ای    |  | صبح را خوانند شام و آسمان را ریسمان   |
| مادرِ ایران ندارد چون تو فرزندی دلیر     |  | روزِ سختی چشمِ امید از تو دارد همچنان   |
| بی‌کس است ایران، به حرفِ ناکسان از ره مرو |  | جان به قربانِ تو ای جانانه آذربایجان   |

یا در سرودهٔ دیگرش در ستایشِ فردوسی:
| فلک یک‌چند ایران را اسیرِ ترک و تازی کرد   |  | در ایران خوانِ یغما دید تازی، ترک‌تازی کرد |
| وطن‌خواهی در ایران خانمان بر دوش شد چندی  |  | به جز در سینه‌ها آتشکده خاموش شد چندی     |
| چو از شهنامه، فردوسی چو رعدی در خروش آمد |  | به تن ایرانیان را خونِ ملیت به جوش آمد    |
| زبانِ پارسی گویا شد و تازی خموش آمد       |  | زِ کنجِ خلوتِ دل، اهرمن رفت و سروش آمد      |

## نقد
سیروس شمیسا، شعر شهریار را دنباله سبک عراقی دانسته است که دارای زبانی مبتذل‌تر و حاوی کلمات عامیانه است. به عقیده شمیسا در شعر شهریار، نشانه‌هایی از اوضاع و احوال اجتماعی وجود دارد که رنگ تازگی به اشعار او می‌دهد و همچنین از آنجا که زندگی عاشقانه‌ای داشته است، شعری مبتنی بر «باورداشت» دارد که در بین عموم شهرت یافته است. به باور شمیسا، شعرهای عارفانه‌ای هم دارد که فاقد اصالت و ابتکار است.

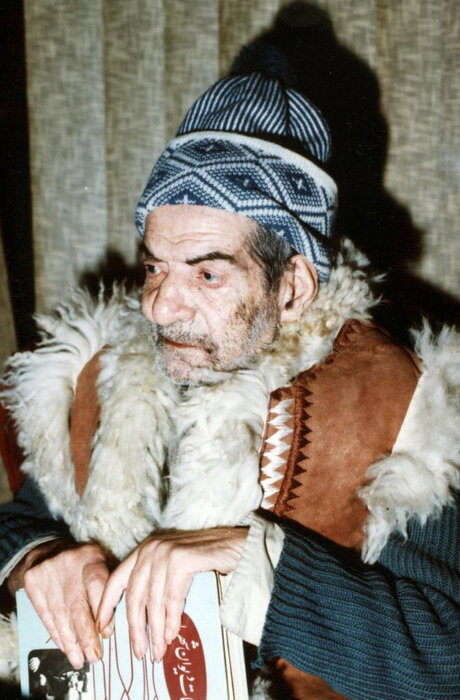
پرتره ای از شهریار اثر محمدعلی جدیدالاسلام

## یادبود
بزرگداشت شهریار ۲۷ شهریور ماه هر سال، که روز شعر و ادب فارسی نام‌گذاری شده است توسط بنیاد شهریار برگزار می‌شود.

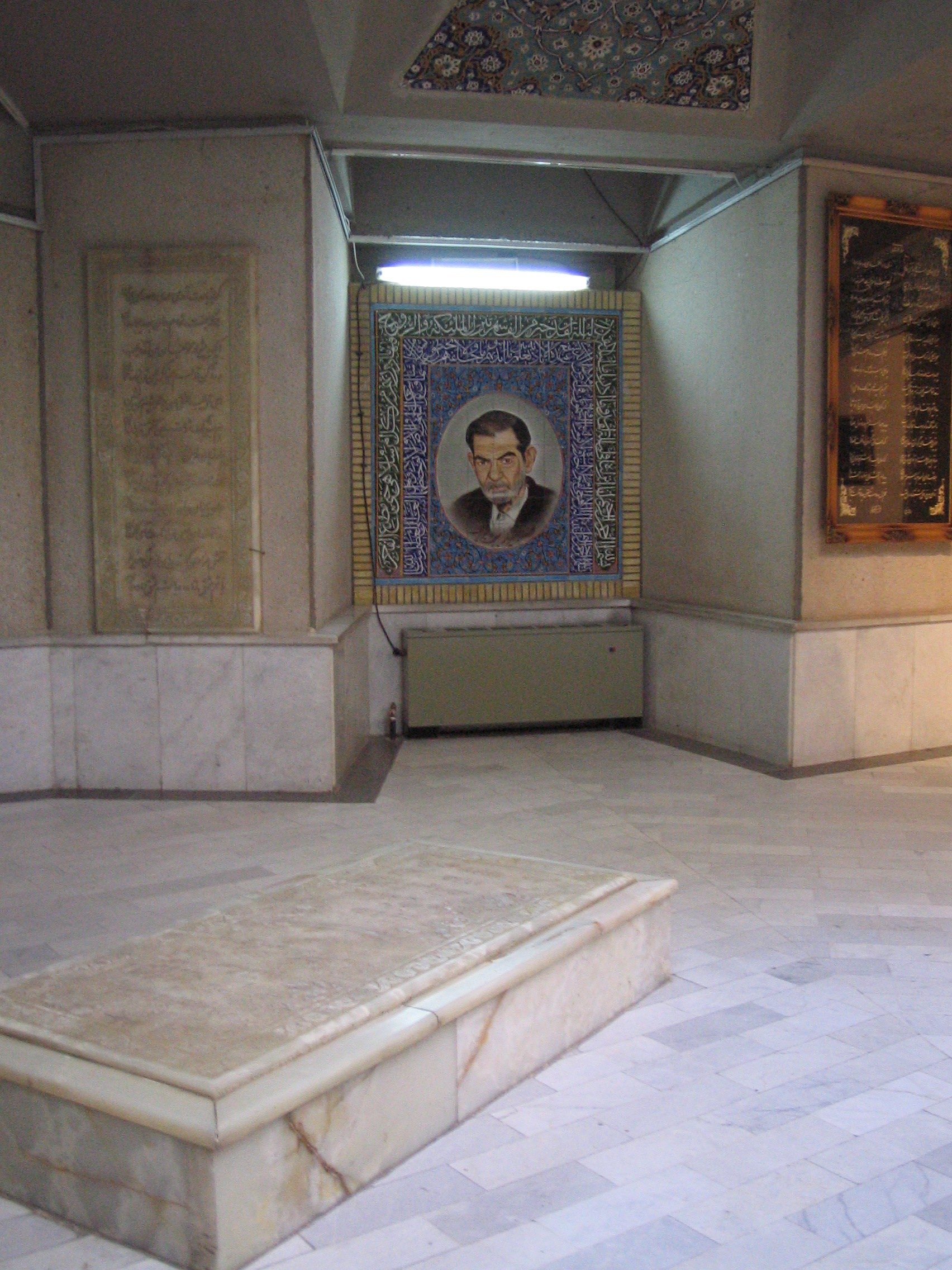
مزار استاد شهریار در مقبرةالشعرا

مجموعهٔ تلویزیونی شهریار که به کارگردانی کمال تبریزی در سال ۱۳۸۴ ساخته شده و در آن جلوه‌هایی از زندگی این شاعر به تصویر کشیده شده است، در سال ۱۳۸۶ از طریق شبکهٔ دو سیما به نمایش درآمد که اعتراض دختر شهریار، مریم بهجت تبریزی به همراه داشت مبنی بر اینکه «نود درصد سریال شهریار ساختگی است»، اما پسر شهریار، هادی بهجت تبریزی معتقد است «این سریال در کلیات هیچ مشکلی نداشت و در جزئیات هم دست هنرمند باز است که تغییراتی را به‌وجود آورد تا مجموعه برای مخاطب جذابیت داشته باشد».

## منبع‌شناسی
منابع دست اول زندگی شهریار عبارتند از:
- مقدمهٔ لطف‌الله زاهدی دوست صمیمی شهریار بر دیوان شعر وی که در زمان حیاتش در سال ۱۳۳۷ نوشته شده است.
- روایت دختر بزرگش شهرزاد بهجت تبریزی که در کتاب «از بهار تا شهریار» تألیف حسنعلی محمدی نقل شده است.[۳۰]
- خاطرات اصغر فردی شاگرد شهریار
- «خاطراتی از استاد شهریار» که در کتابی با این نام گردآوری شده است.[۳۱]

منابع ثانویه:
- «ک‍ت‍اب‍ش‍ن‍اس‍ی و ف‍ه‍رس‍ت م‍ق‍الات و اش‍ع‍ار اس‍ت‍اد س‍ی‍د م‍ح‍م‍دح‍س‍ی‍ن ش‍ه‍ری‍ار» که توسط ناهید حبیبی آزاد گردآوری و از سوی دبیرخانهٔ م‍ج‍م‍ع ج‍ه‍ان‍ی ب‍زرگ‍داش‍ت ن‍ودم‍ی‍ن س‍ال ت‍ول‍د اس‍ت‍اد س‍ی‍د م‍ح‍م‍دح‍س‍ی‍ن ش‍ه‍ری‍ار در سال ۱۳۷۷ منتشر شده است.
- کتاب «دی‍دار آش‍ن‍ا؛ م‍ج‍م‍وع‍ه م‍ق‍الات م‍ج‍م‍ع ج‍ه‍ان‍ی ب‍زرگ‍داش‍ت ن‍ودم‍ی‍ن س‍ال ت‍ول‍د اس‍ت‍اد ش‍ه‍ری‍ار» در سال ۱۳۷۷ منتشر شده است.
- کتاب «ش‍ه‍ری‍ار ش‍ع‍ر/ی‍ادن‍ام‍هٔ اس‍ت‍اد ش‍ه‍ری‍ار» تألیف محمدتقی سبک‌دل از سوی دای‍رةال‍م‍ع‍ارف ای‍ران‌ش‍ن‍اس‍ی منتشر شده است.
- کتاب «مکتب شهریار» از محمدتقی سبک‌دل[۳۳]
- «زن‍دگ‍ان‍ی ادب‍ی و اج‍ت‍م‍اع‍ی اس‍ت‍اد ش‍ه‍ری‍ار» از اح‍م‍د ک‍اوی‍ان‌پ‍ور
- «ح‍اف‍ظ و ش‍ه‍ری‍ار» از اح‍م‍د ک‍اوی‍ان‌پ‍ور کتابی است دربارهٔ مقایسه‌ای بین شعر شهریار و حافظ و تأثیرپذیری وی از حافظ

## نگارخانه

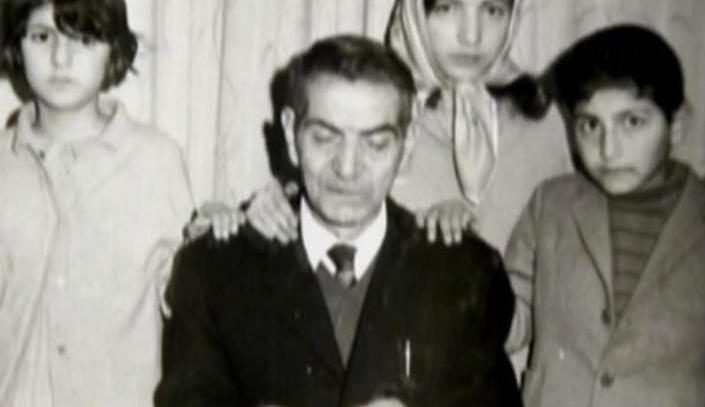
شهریار و خانواده
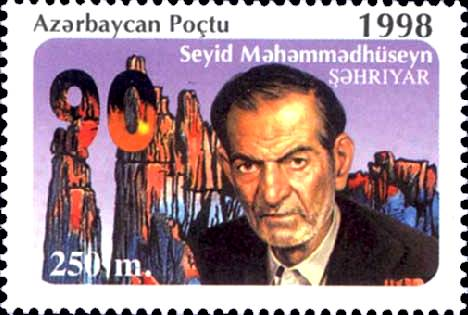
تمبر شهریار برای شرکت پست جمهوری آذربایجان

### زندگی‌نامه و آثار شهریار در شبکه آموزش سیما
| - قسمت اول - قسمت دوم - قسمت سوم - قسمت چهارم | - قسمت پنجم - قسمت ششم - قسمت هفتم - قسمت هشتم | - قسمت هشتم - قسمت نهم - قسمت دهم - قسمت یازدهم |  |